# 이신통
이신통(李神通)은 당나라의 인물이다. 원래 이름은 수(壽)이고, 신통은 그의 자이다. 종실(宗室)이며, 교주도독(交州都督)에 임명되었으나 탐모(貪冒)로 인해 죄를 얻었다.